# Oak Beach-Captree (Nueva York)
Oak Beach-Captree es un lugar designado por el censo ubicado en el condado de Suffolk en el estado estadounidense de Nueva York. En el año 2010 tenía una población de 286 habitantes.

## Geografía
Oak Beach-Captree se encuentra ubicado en las coordenadas 40°39′2.86″N 73°16′21.05″O / 40.6507944, -73.2725139.